# Lauriane Nolot
Lauriane Nolot, née le 9 décembre 1998 à Toulon, est une kitesurfeuse française professionnelle. En 2023, elle devient championne du monde à La Haye dans la catégorie olympique Formula Kite.

## Biographie
Lauriane Nolot a grandi à Camps-la-Source, un village du Var. Elle suit une scolarité à Brignoles avant de continuer ses études à l'université de Toulon, à l'IUT de La Garde en formation Techniques de Commercialisation.
Proche de la mer et des sports de glisse elle commence le kitesurf à l'âge 17 ans alors que son père et son frère pratiquent déjà la discipline. Un an plus tard elle décide de suivre sa famille dans l'évolution du sport et d'apprendre à faire du kitefoil, qui est l'évolution du kitesurf avec un système d'hydrofoil sous la planche. Elle rejoint ensuite le pôle d’entraînement d’Ariane Imbert à Hyères pour démarrer l'entraînement et la compétition en kitefoil à 19 ans. 
En parallèle, elle suit un master en création numérique.
En 2021, Lauriane Nolot devient championne de France puis vice-championne d'Europe 2021 à Montpellier et médaille de bronze au championnat du monde de kitefoil à Torregrande en Sardaigne.
Grâce à ces résultats elle intègre l'équipe de France de kitesurf au côté de Théo de Ramecourt et Axel Mazella, coaché par Ariane Imbert,. 
L'année suivante, elle finit championne d'Europe 2022 en Grèce puis vice-championne du monde 2022 en Sardaigne, battue par l'Américaine Daniela Moroz qui est six fois championne du monde.  
En 2023, après s'être entraînée tout l'hiver elle gagne toutes les compétitions auxquelles elle participe, les coupes du monde Princesa-Sofia à Palma et la Semaine olympique française à Hyères mais aussi  le Test Event (répétition générale des Jeux olympiques) à Marseille. Seulement deux semaines après sa victoire au test event elle décroche le titre de championne du monde lors des mondiaux de La Haye organisés par la fédération mondiale de voile. 
C'est la première fois dans l'histoire du kitefoil féminin qu'une autre athlète que Daniela Moroz remporte ce titre. 
Elle remporte la médaille d'argent en Formula Kite aux Jeux méditerranéens de plage de 2023 à Héraklion.
En novembre 2023, elle est nommée par World Sailing pour le titre de Rolex Sailor of the year (Marin de l’année à l’international), et obtient le titre de Marin de l'année de la Fédération Française de Voile en décembre. Elle fait partie, en tant qu'aviatrice, de l’armée des champions du Centre national des sports de la défense.
Elle se qualifie pour représenter la France aux Jeux olympiques de Paris 2024 à la suite de son deuxième titre de Championne d’Europe 2024 obtenu en Mar menor.
Elle participe à l'épreuve de kitesurf où elle remporte la médaille d'argent, devenant la première vice-championne olympique de l'histoire de la discipline. Elle finit donc seconde derrière la Britannique Eleanor Aldridge (médaille d'or) et s'impose devant la Néerlandaise Annelous Lammerts (médaille de bronze).
Trois jours après sa participation aux Jeux olympiques, Lauriane Nolot se blesse et subit une fracture du talus. Cette blessure l’éloigne de la compétition pendant six mois, le temps d’une rééducation complète. Elle reprend l’entraînement en kitefoil en janvier 2025 et remporte les Championnats d’Europe en Turquie en mai de la même année.

## Palmarès
- 2025
  - Championne d'Europe
- 2024[8] :
  - Championne d’Europe
  - Championne du monde en kitesurf à Hyères (France)
  - Vice-championne olympique

- 2023[8] :
  - Championne du monde en kitesurf
  - Vainqueur du Test Event de Marseille
  - Vainqueur de la Coupe du Monde Kitefoil World Series 2023
  - Marin de l’année

- 2022 :
  - Vice-championne du monde de kitefoil, en Sardaigne (Italie)[11]
  - Championne d'Europe de kitefoil, à Naupacte (Grèce)[12]
  - 3e au championnat de France de kitefoil séniors
  - Championne de France de kiteboard

- 2021 :
  - Championne de France de Kiteboard Foil
  - Vice-championne d'Europe formule Kite individuel
  - 3e au championnat du monde formule Kite individuel

## Distinctions
Elle est élue marin de l'année 2023.

## Décorations
- Chevalier de l'ordre national du Mérite (2024)[13]